# Blekvingad regnbroms
Blekvingad regnbroms (Haematopota subcylindrica) är en tvåvingeart som beskrevs av Pandelle 1883. Blekvingad regnbroms ingår i släktet Haematopota och familjen bromsar. Enligt den finländska rödlistan är arten otillräckligt studerad i Finland. Enligt den svenska rödlistan är arten sårbar i Sverige. Arten förekommer i Götaland och Öland. Artens livsmiljö är strandängar vid sötvatten. Inga underarter finns listade i Catalogue of Life.